# Pascal de Andagoya
Pascal de Andagoya (ur. 1495  – zm. 18 czerwca 1548) – hiszpański żeglarz i żołnierz w służbie gubernatora Panamy Pedra Arias de Ávilli.
Pascal de Andagoya w 1522 roku został wysłany przez gubernatora w poszukiwaniu legendarnych bogatych krain leżących na południu. Na dwóch statkach, Pascal wyruszył wzdłuż współczesnej Kolumbii. Przepłyną ok. 250 mil morskich i dotarł do delty rzeki San Juan oraz do zatoki Buenaventura w departamencie Chocó. Tam przytrafił mu się wypadek - wpadł do rzeki lub według innej wersji spadł z konia ciężko się raniąc. Po powrocie do Panamy zmarł.
Jego wyprawa potwierdziła informacje zaczerpnięte od miejscowych Indian o istnieniu na południu bogatego kraju zwanego przez nich Birú (Peru). Krainą tą było Imperium Inków. Po tych informacjach Pedrarias Davili wszedł w spółkę z Francisco Pizarro, Diego de Almagro i Hernand de Luque, która miała zadanie odkrycie nowych ziem.